# Amandi (Villaviciosa)
Amandi es una parroquia del concejo asturiano de Villaviciosa, en España.

## Extensión y población
Tiene una extensión de 5,06 km², en la que en 2022 había empadronados 443 habitantes.

## Núcleos de población
- Algara (L'Algara)
- Las Baragañas (Les Baragañes)
- Bozanes
- Los Campos
- Casquita
- Conciella
- La Ferrería
- Gordinayo (Gordinayu)
- La Gotera
- Lavares (Llavares)
- Lugarín (El Llugarín)
- La Mesada
- Obaya
- Palacio (El Palaciu)
- La Parra
- Poladura (La Poladura)
- Pumarín
- La Quinta
- La Roza
- San Juan (San Xuan)
- Sur (El Sur)
- Valbúcar
- La Vega
- Vitienes
- Ximangues

## Historia
A finales del siglo XIX, la parroquia, ya por entonces parte del concejo de Villaviciosa, tenía contabilizada una población de mil habitantes. Aparece descrita en el Diccionario geográfico y estadístico de Asturias (1897) de José González Aguirre con las siguientes palabras:

AMANDI (San Juan de): parr. del conc. de Villaviciosa, á ½ leg. de éste y 5 leg. de Oviedo. Comprende las ald., barrios y cas. de Abayo, Algara, Amandi, Balbucar, Briaño, Bibianes, Bozanes, Campos, Casquita, Ferrería, Gordinacvo, Labares, Obaya, Palacio, Paladera, Quinta, Ribera y Ribero. Reunen entre todas unas 200 casas. La iglesia parroquial es un edificio muy sólido y uno de los más preciosos de la arquitectura antigua: su nave principal tiene 51 pies de long. por 25½ de lat. No se sabe de cierto la fundación de este edificio, pero se supone que data de mediados del siglo IX. Además de la igl. hay cuatro hermitas en la parr.: una en Abayo, dedicada á San Cipirano; otra en AMandi, á San Juan Bautista; otra en Boganes, á Santa Agueda, y la otra en Casquita, á San Blás. Confina por el N. con la parr. de Villaviciosa, por el E. con la de San Salvador de Fuente, por el S. con Santa María de Lugas, y por el O. con San Vicente de Grases y Santa María de Cazanes. La baña el r. Amandi: produce maíz, trigo, patatas, legumbres y hortalizas: hay mucha fruta, sobre todo manzana, que goza fama universal. Celébrase en Amadi una gran féria el día San Juan. Cuenta unos 290 vec., 1,000 alm.
(González Aguirre, 1897, pp. 10-11)

## Monumentos
La iglesia parroquial, dedicada a Juan el Bautista, se encuentra en Algara. De estilo románico, está declarada Conjunto Histórico-Artístico.